# Шишкина (Иркутская область)
Ши́шкина — деревня в Качугском районе Иркутской области России. Входит в Верхоленское муниципальное образование. 
Находится на правом берегу Лены, в 11 км к юго-востоку от центра сельского поселения, села Верхоленск.

## Население
| 2002 | 2010 | 2011 | 2012 |
| ---- | ---- | ---- | ---- |
| 67   | ↗80  | →80  | ↘78  |

Гендерный состав
По данным Всероссийской переписи, в 2010 году в деревне проживало 80 человек (38 мужчин и 42 женщины).